# Alexandre Sperafico
Alexandre „Alex” Sperafico (ur. 21 stycznia 1974 roku w Toledo) – brazylijski kierowca wyścigowy.

## Kariera
Sperafico rozpoczął karierę w wyścigach samochodowych w 1998 roku od startów w Południowoamerykańskiej Formule 3. Z dorobkiem 15 punktów uplasował się tam na trzynastej pozycji w klasyfikacji generalnej. W klasie Light był trzeci. W późniejszych latach pojawiał się także w stawce Barber Dodge Pro Series, Formuły 3000, Champ Car World Series oraz Champ Car Atlantic Championship.
W Formule 3000 Brazylijczyk wystartował w ośmiu wyścigach sezonu 2002 z ekipą Minardi F3000. Jednak nigdy nie zdobywał punktów.